# Тени (фильм, 1923)
«Тени: Ночная галлюцинация» (нем. Schatten – Eine nächtliche Halluzination) — немой кинофильм режиссёра Артура Робисона, вышедший на экраны в 1923 году. Классический представитель немецкого киноэкспрессионизма.

## Сюжет
Граф принимает в своём богатом доме нескольких гостей, которые откровенно увиваются за его женой. Та, не особо стесняясь, заигрывает с присутствующим здесь молодым человеком. Всё это заставляет графа сходить с ума от ревности: ему везде мерещится измена, чему способствует игра теней на стенах помещений. В разгар приёма в доме появляется странствующий актёр, который устраивает представление театра теней. Актёр оказывается волшебником и, зачаровав присутствующих, показывает им, что могло бы произойти, если бы измена, на которую намекают тени, действительно случилась.

## В ролях
- Фриц Кортнер — граф
- Рут Вайхер — графиня
- Густав фон Вангенхайм — молодой любовник
- Ойген Рекс — гость
- Макс Гюльшторф — гость
- Фердинанд фон Альтен — гость
- Фриц Расп — слуга
- Карл Платен — слуга
- Лилли Хердер — служанка
- Александр Гранах — странствующий актёр

## Художественные особенности
Историк кино Зигфрид Кракауэр относит «Тени» к фильмам, развивавшим тему разума, борьбы человека со своими низменными инстинктами, которые отражены богатой игрой света и тени в этой картине. Этот посыл, однако не нашёл отклика у публики:
Хотя «Тени» принадлежат к числу шедевров немецкого кино, фильм прошёл почти незаметно. Современники, должно быть, почуяли, что признать оздоровляющее воздействие разума, значит, обратить симпатии к демократическому режиму.
Историк кино Лотта Эйснер подробно обсуждает игру теней и зеркал, имеющую в картине явный фрейдистский подтекст. Она использует фильм «Тени» как повод порассуждать об актёрской игре в экспрессионизме, её предельной условности, отмечая, что «перекошенное лицо [Фрица Кортнера], будучи снятым крупным планом, напоминает маску африканского демона. В этом контексте обретают смысл и его дикие повороты перед зеркалом, и то, как он выбрасывает вперед торс и руки, словно они не являются частью его самого: речь здесь идет о доведенной до логического предела абсолютной абстракции. И экспрессивная деформация жестов перекликается с искажением предметов».